# 斯洛維尼亞之地

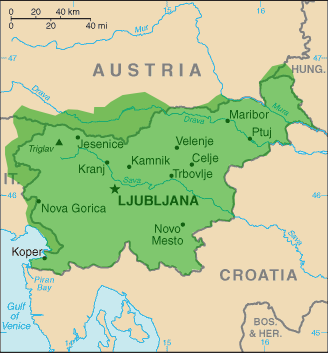
綠色範圍大致是斯洛維尼亞之地

斯洛維尼亞之地是指在歷史上中歐及南歐地區斯洛維尼亞人居住的土地。斯洛維尼亞之地是伊利里亞省和奧匈帝國的內萊塔尼亞的一部分，其範圍除了斯洛維尼亞之外，還包括現在的奧地利、匈牙利、義大利、克羅埃西亞的部分地區。現在這一地區仍有斯洛維尼亞人生活。